# عصب درشت‌نئی
عصب درشت‌نئی یا تیبیال شاخه مهمی از عصب سیاتیک است.
عصب سیاتیک از اتصال ریشه‌های عصبی L4-S3 که از مهره‌های کمری و خاجی (ساکرال) خارج شده تشکیل می‌شود و بعد از خارج شدن از لگن از پشت باسن به پشت ران رفته و در بالاتر از مفصل زانو به دو شاخه به نام‌های عصب درشت‌نئی و عصب نازک‌نئی مشترک (پرونئال) تقسیم می‌شود.
عصب درشت‌نئی به پشت ساق و سپس کف پا رفته و حس نواحی ذکر شده و حرکت عضلاتی را که در این نواحی هستند تأمین می‌کند مانند حرکت عضلات خم‌کننده (فلکسور) انگشتان پا.

## نگارخانه

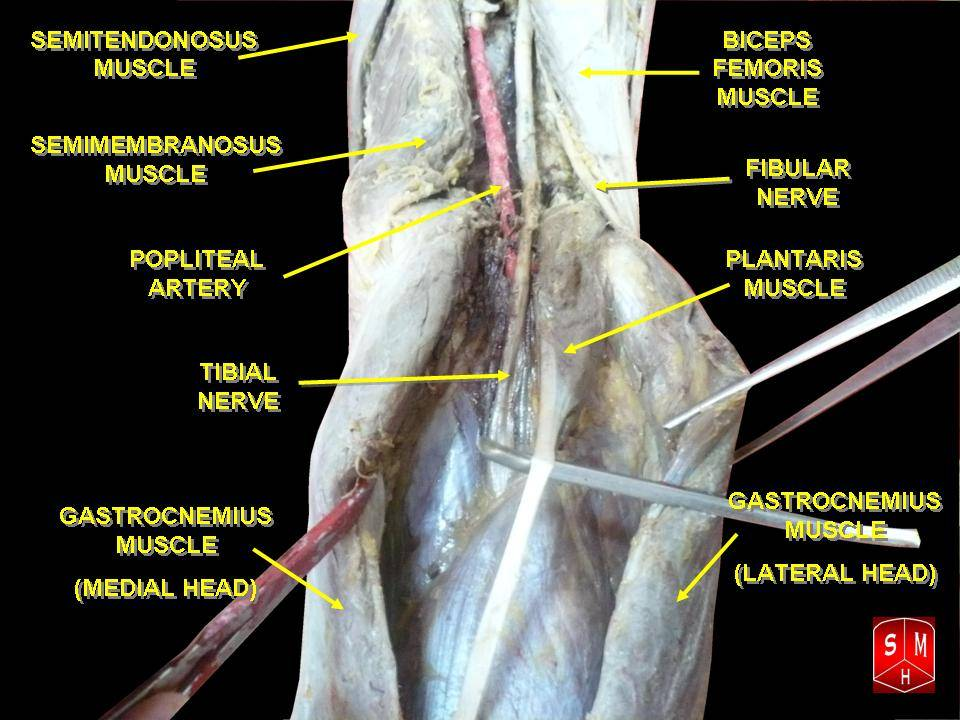
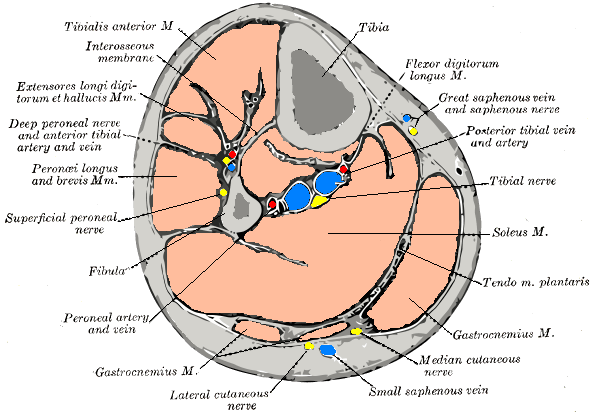
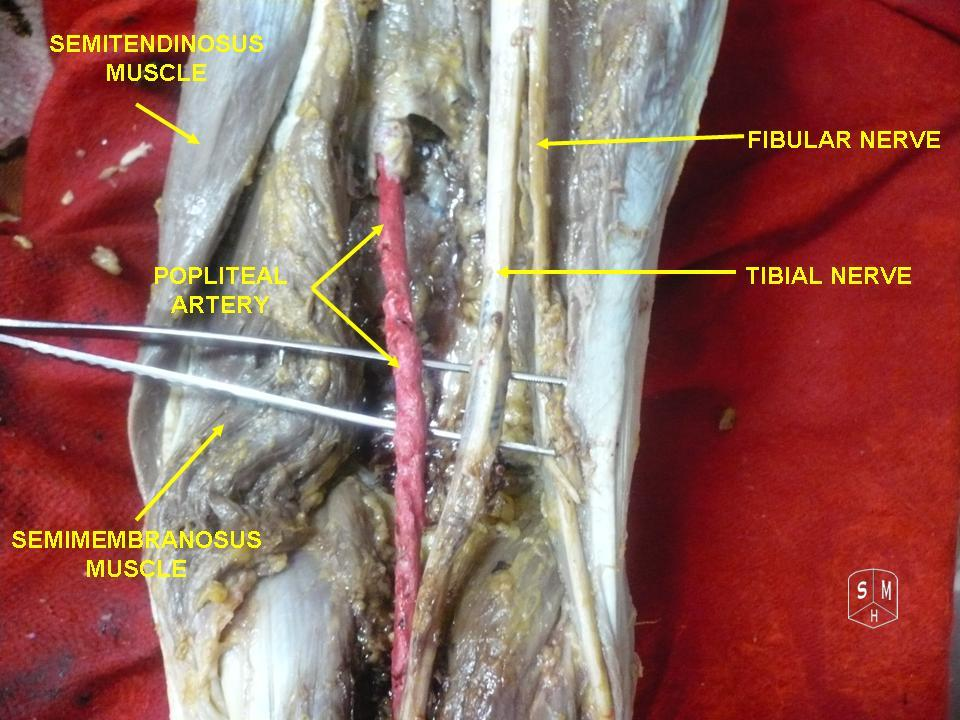
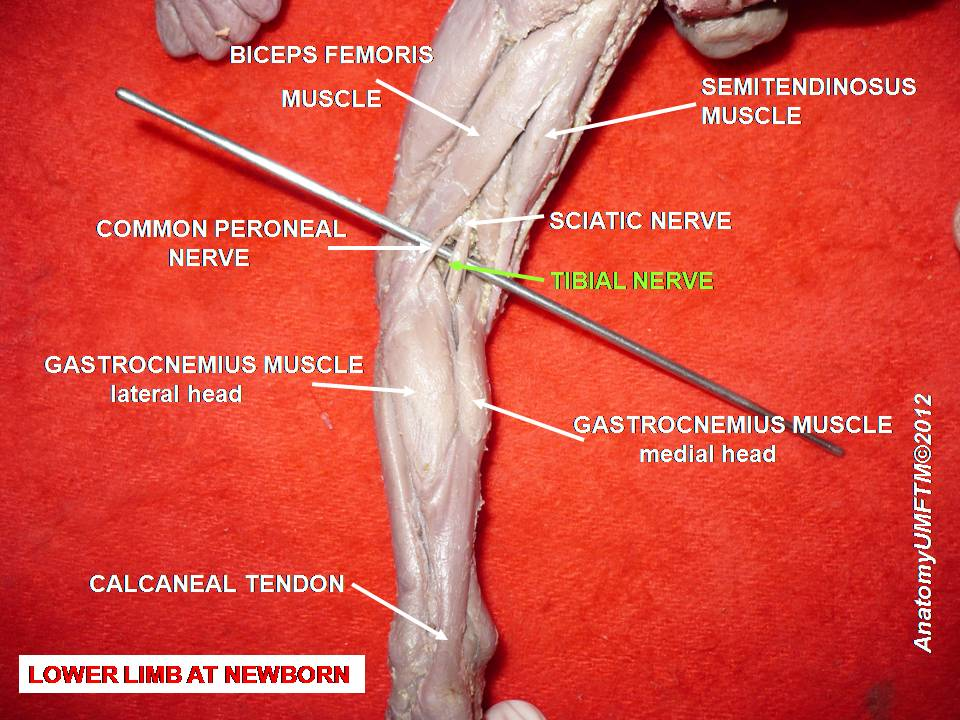
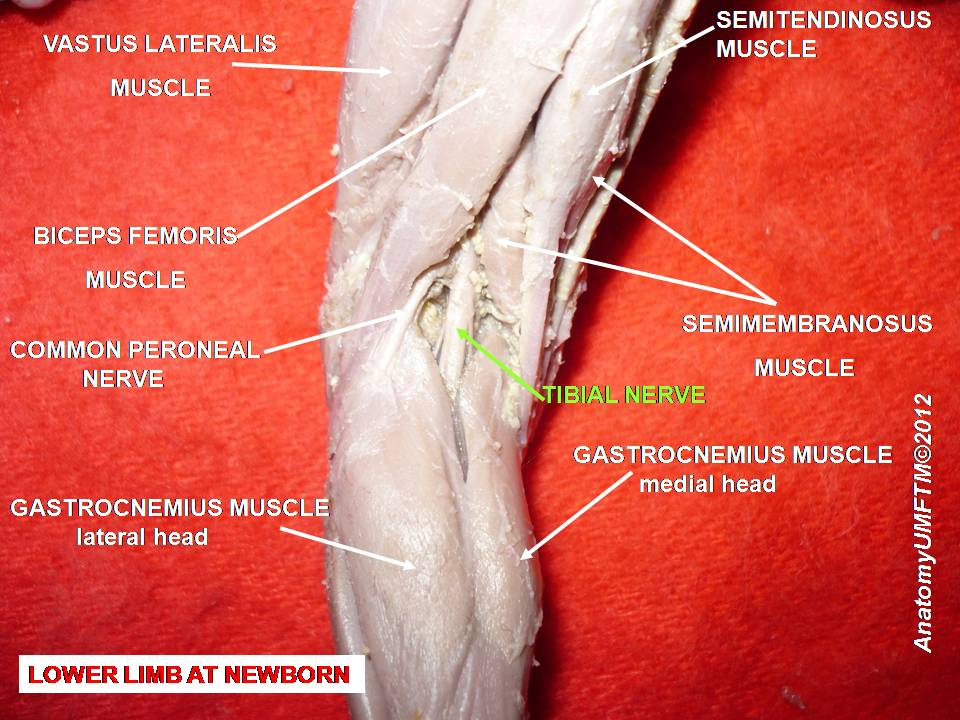